# Fluorek cezu
Fluorek cezu, CsF – nieorganiczny związek chemiczny, sól cezu i kwasu fluorowodorowego. Jest to bezbarwne, higroskopijne, krystaliczne ciało stałe dobrze rozpuszczalne w rozpuszczalnikach polarnych. Jest solą silnej zasady i słabego kwasu, jego roztwory wodne wykazują odczyn zasadowy. Wiązanie Cs−F ma silny charakter jonowy; jest połączeniem dwóch pierwiastków o jednej z największych różnic elektroujemności (Cs: 0,79; F: 3,98 w skali Paulinga). W reakcji z mocnymi kwasami wydziela toksyczny fluorowodór.

## Otrzymywanie
Bezwodny fluorek cezu otrzymywany jest przez osuszenie produktów reakcji fluorowodoru z wodorotlenkiem bądź węglanem cezu.

## Zastosowanie
Jest używany do usuwania grup sililowych ze związków organicznych. Ponadto jest używany w reakcjach jako słaba zasada, np. w kondensacji Knoevenagla.
Kryształy CsF dobrze przepuszczają dalekie promieniowanie podczerwone i są wykorzystywane jako nośniki próbek w spektroskopii IR.